# 诺伊贝格 (黑森州)
诺伊贝格是德国黑森州的一个市镇。总面积10.54平方公里，总人口5186人，其中男性2535人，女性2651人（2011年12月31日），人口密度492人/平方公里。